# マッジョーレ湖

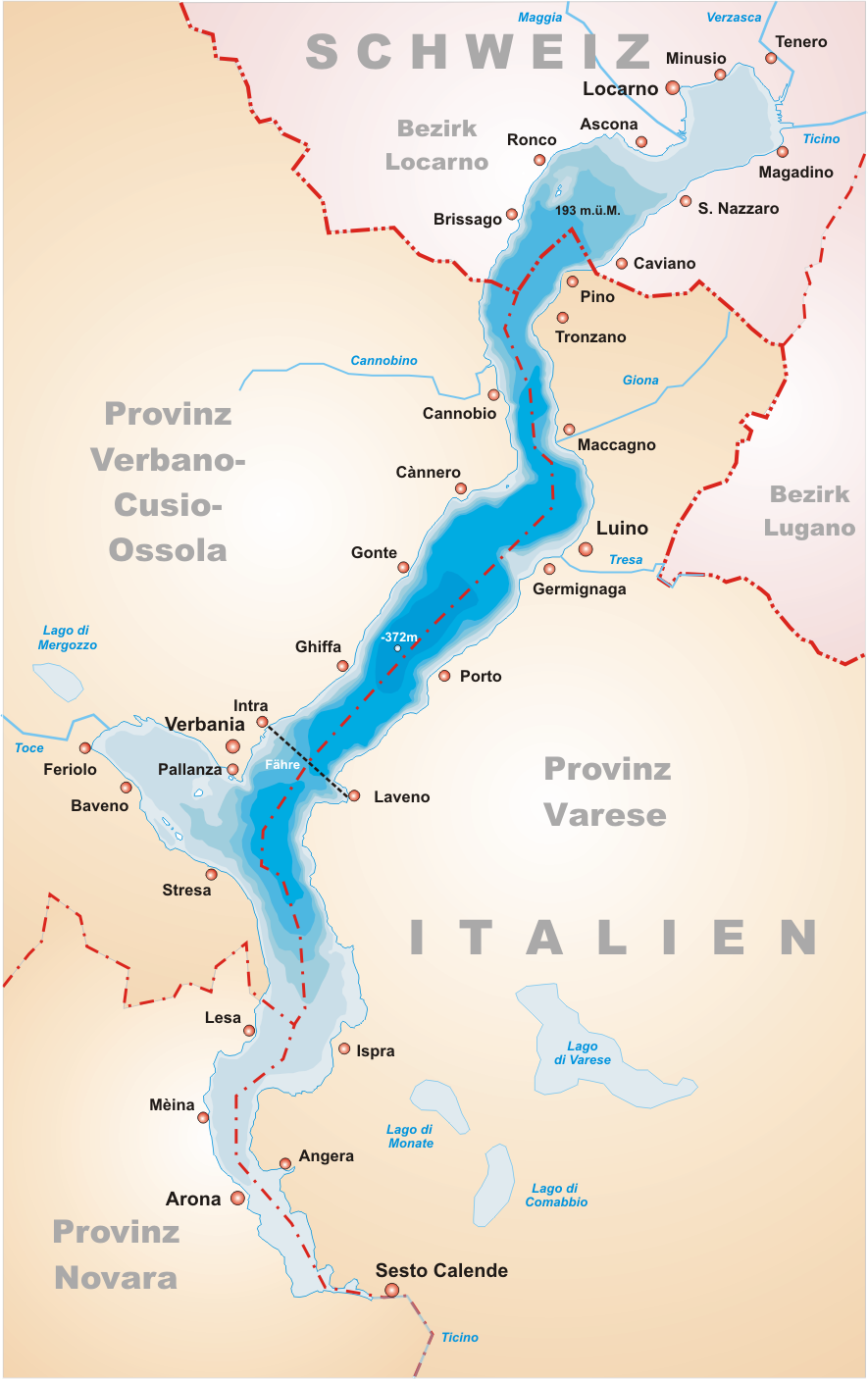
マッジョーレ湖の位置

マッジョーレ湖（マッジョーレこ、イタリア語: Lago Maggiore）、別名ヴェルバーノ湖（ヴェルバーノこ、Verbano）はイタリアのロンバルディア州とピエモンテ州の州境に有る湖で、北部はスイスのティチーノ州にまたがっている。
イタリアで2番目に広い湖で、面積は212.2km2、深さは最大372mである。
マッジョーレ湖一帯を含むティチーノ川の渓谷は2002年にユネスコの生物圏保護区に指定された。また、スイスに位置するマッジョーレ湖に注ぐティチーノ川の河口部には水生植物群、ヨシ原、湿潤草地、ヤナギの河畔林、スゲ属やハンノキ属の生える湿地などがあり、1982年にラムサール条約登録地となった。

## 島
- ボッローメオ諸島（イタリア語版）
  - ベッラ島
  - マードレ島（イタリア語版）
  - ペスカトーリ島（イタリア語版）
  - サン・ジョヴァンニ島（イタリア語版）
  - マルゲーラ島（イタリア語版）
- ブリッサーゴ諸島（イタリア語版）
  - サン・パンクラツィオ島（イタリア語版）
  - サンタポッリナーレ島（イタリア語版）
- カンネロ城（イタリア語版）
- パルテゴーラ島（イタリア語版）

## 市・町
この湖に面した市・町は
- イタリア側：ストレーザなど
- スイス側：ロカルノなど

## マッジョーレ湖を描いた絵画

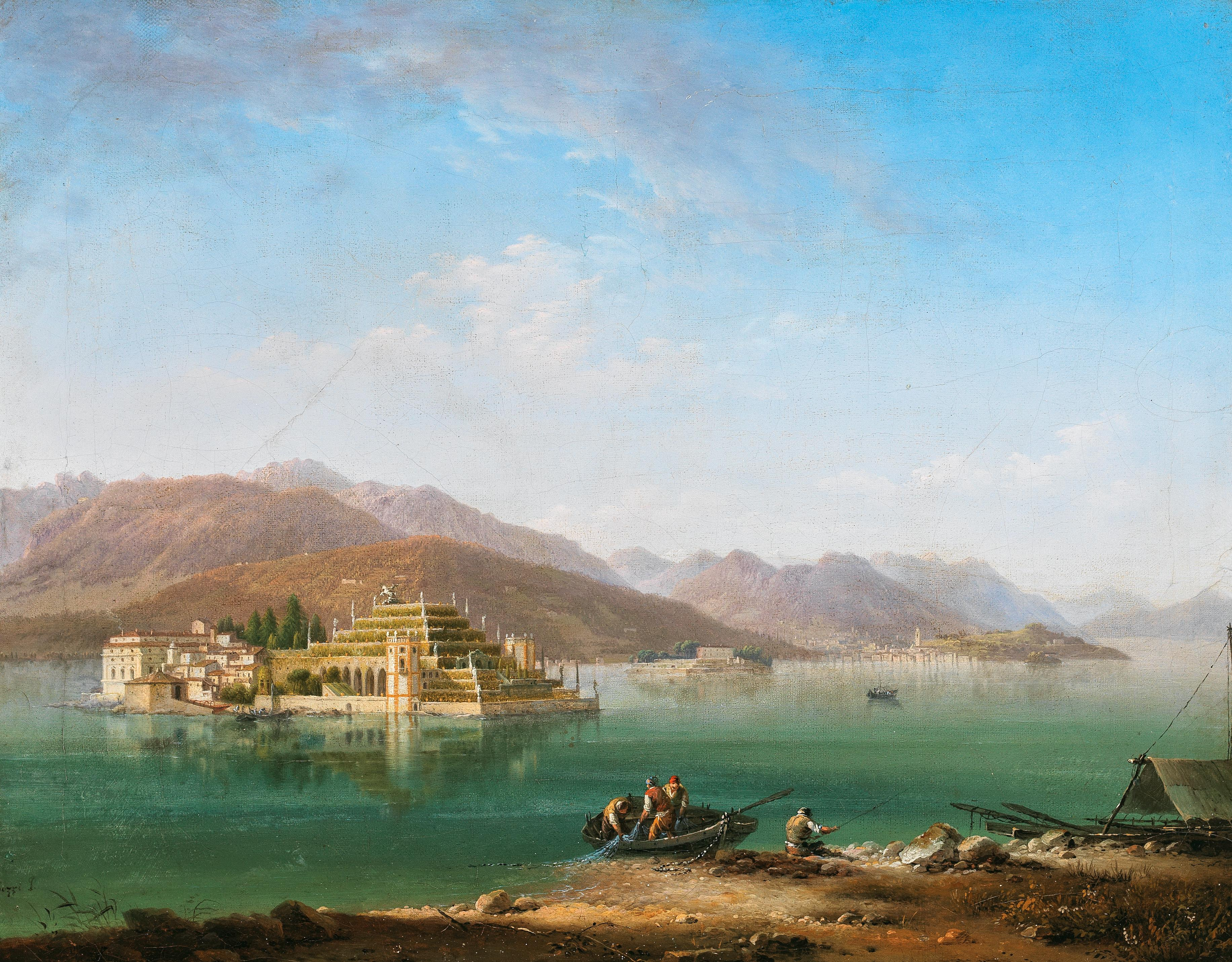
マッジョーレ湖の漁師たち(19世紀初め） マルコ・ゴッチ(Marco Gozzi)作
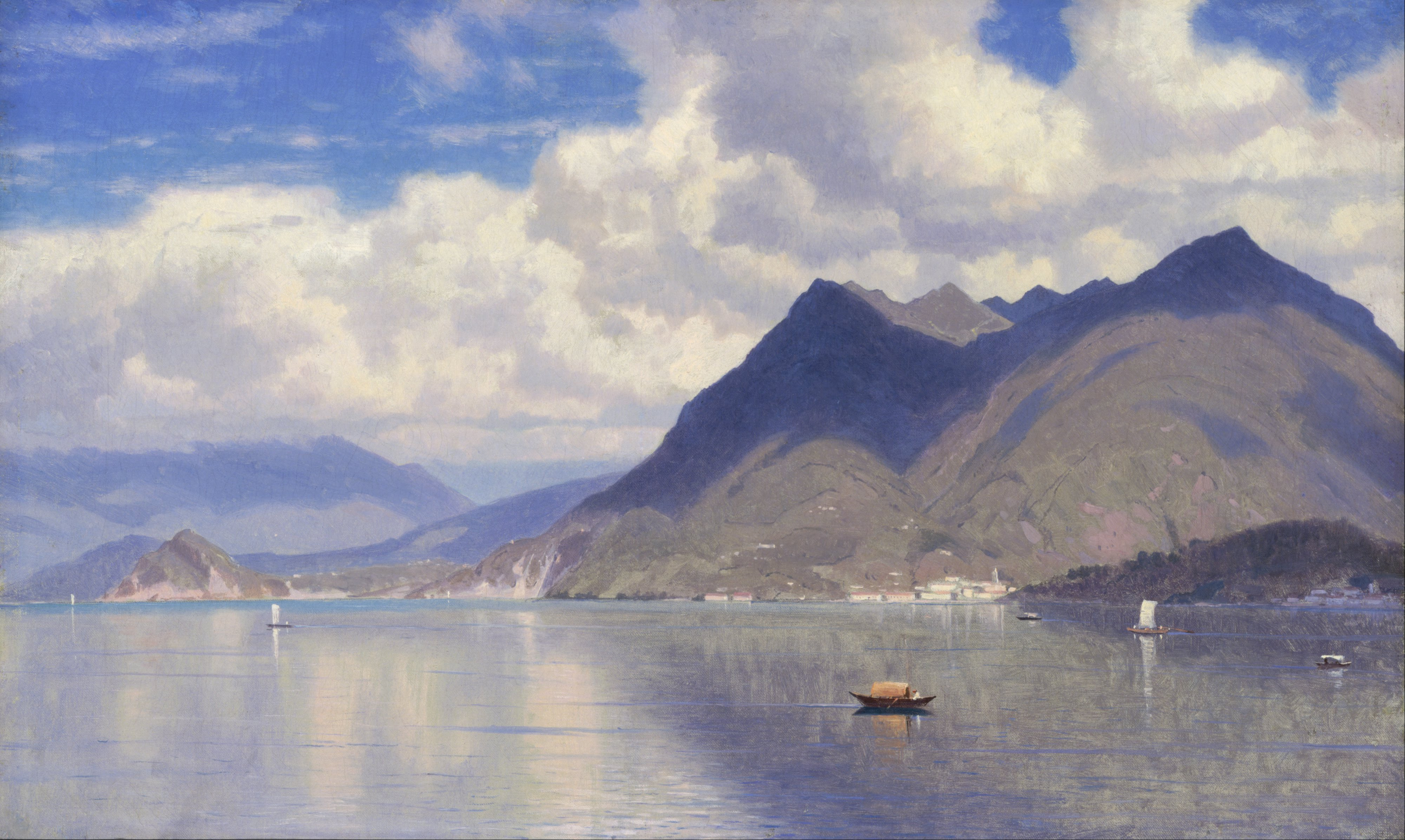
"Lago Maggiore" (c.1867) ウィリアム・スタンレー・ヘーゼルタイン作
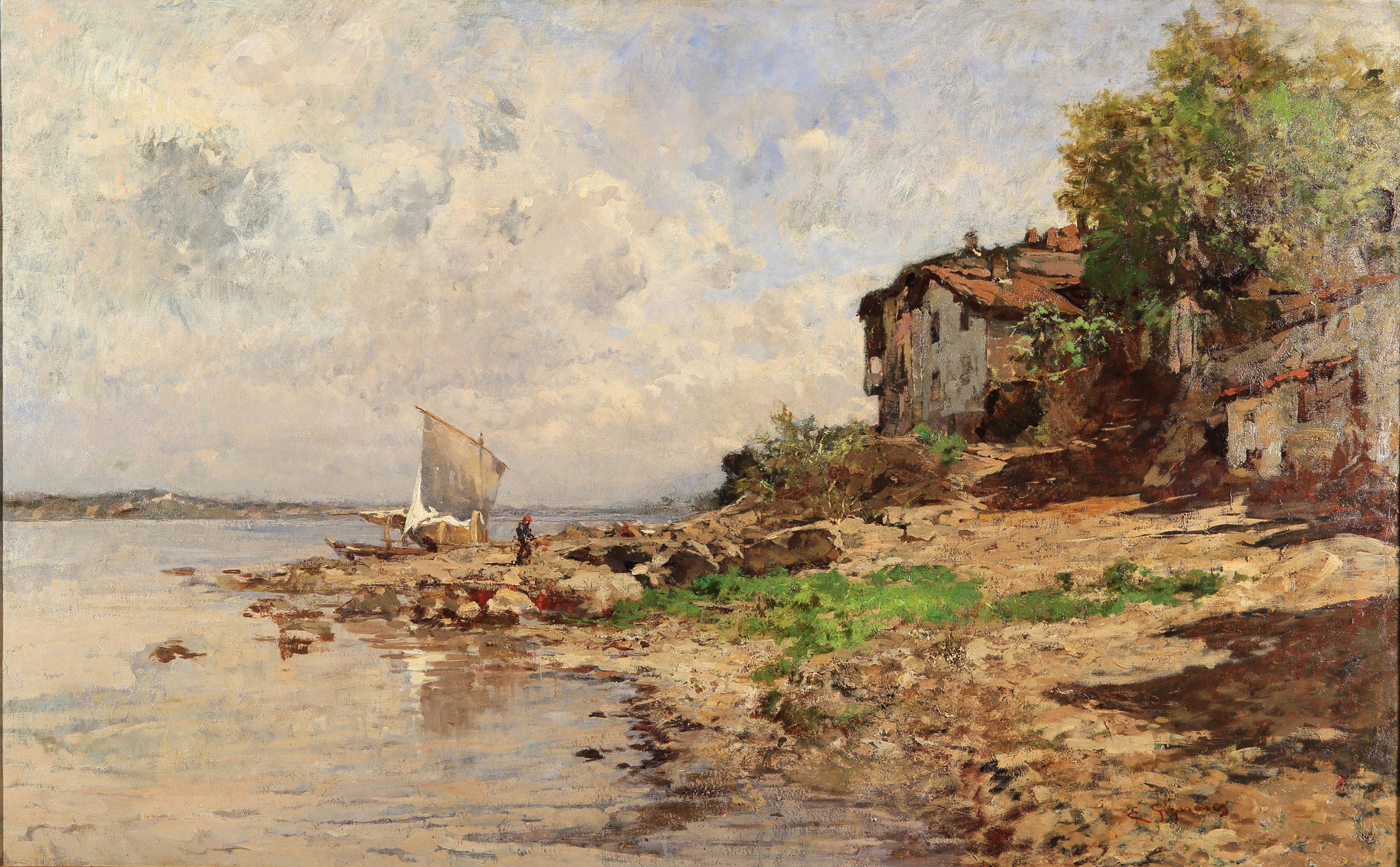
マッジョーレ湖の風景(19世紀末) エウジェニオ・ジニョウス作
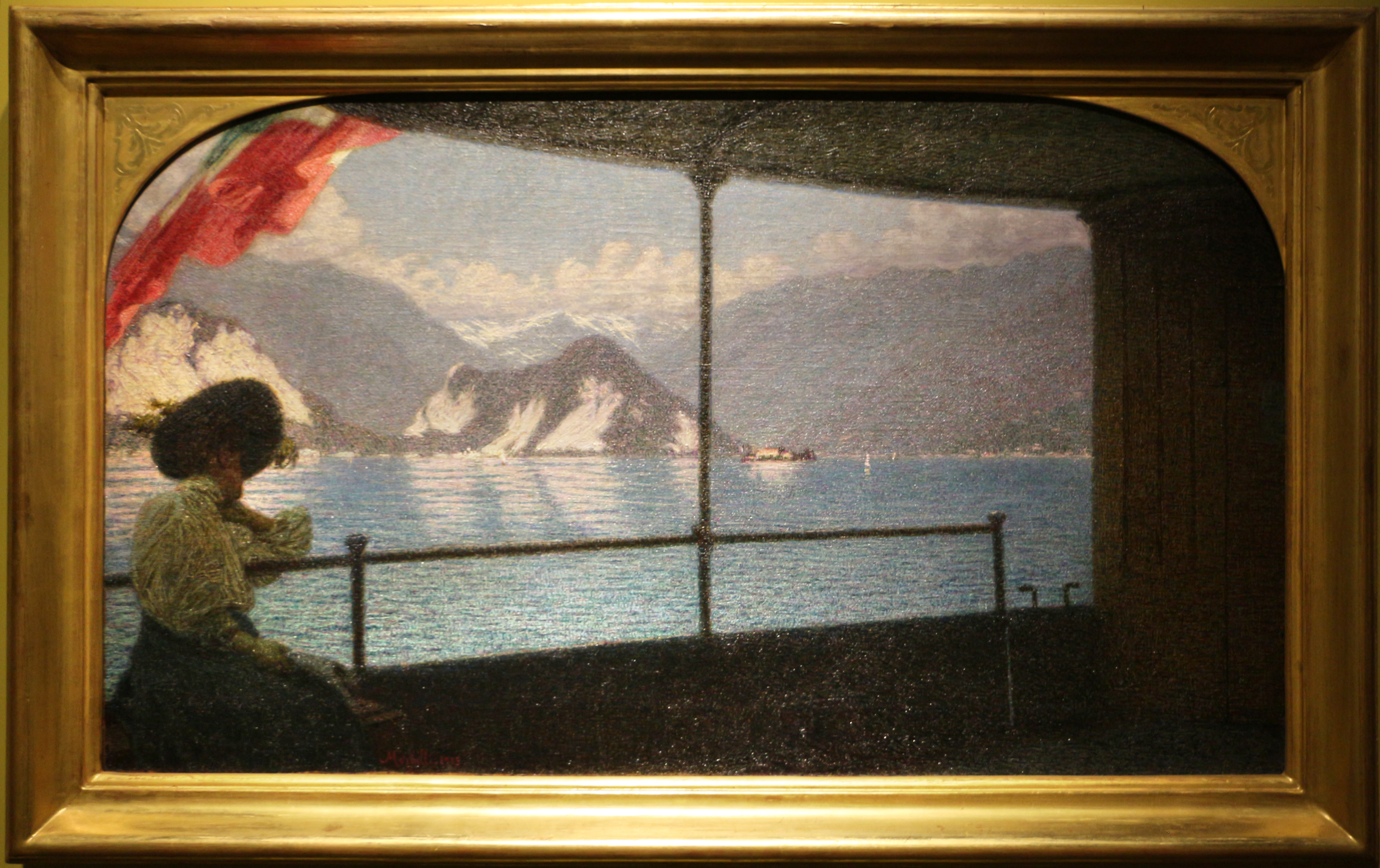
"battello sul lago maggiore"(1915) アンジェロ・モルベリ作

## 外部リンク

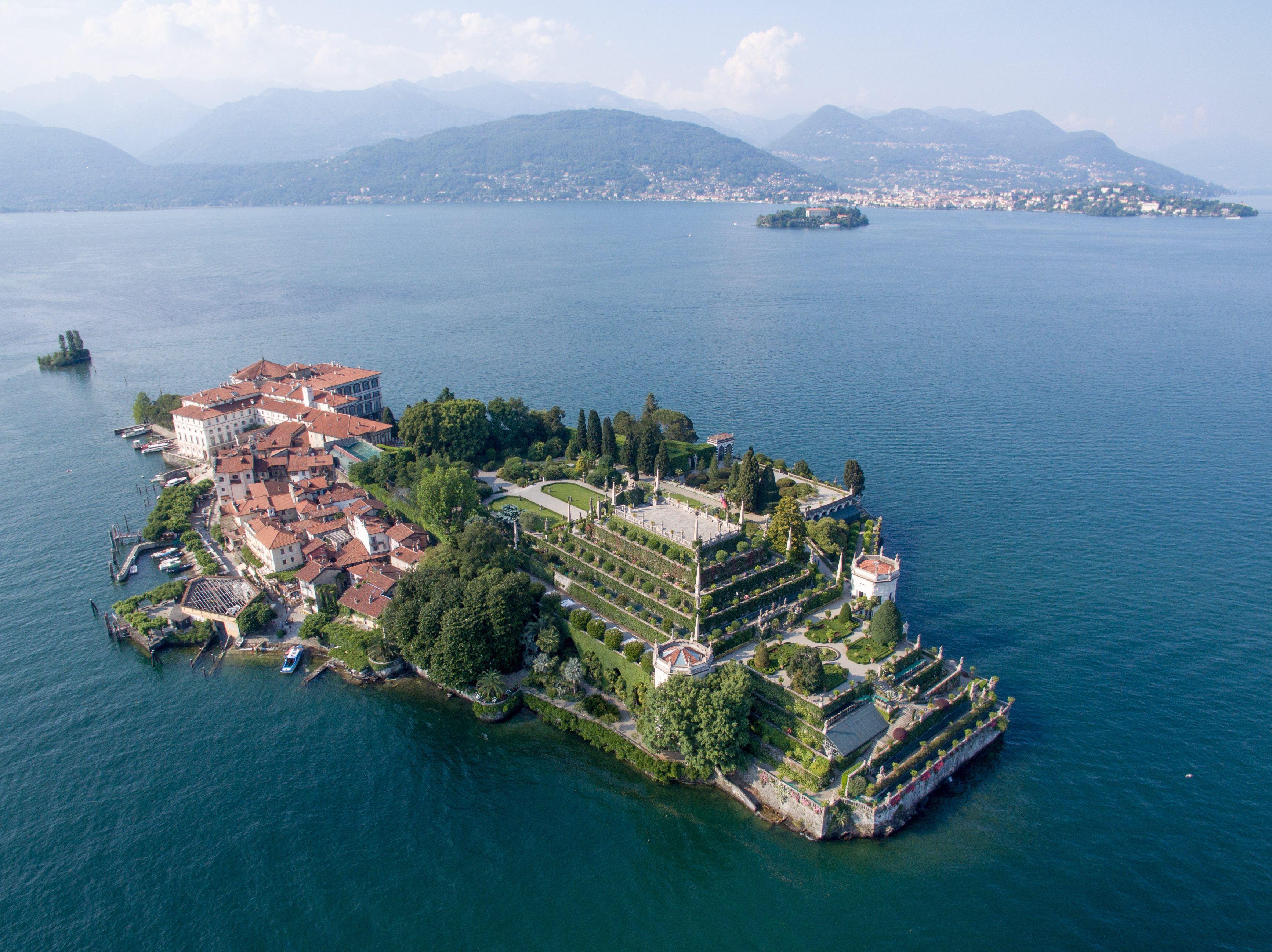
ベッラ島